# Verlengde dubbelgedraaide driehoekige dubbelkoepel
Een verlengde dubbelgedraaide driehoekige dubbelkoepel is in de meetkunde het johnsonlichaam J44. Deze ruimtelijke figuur kan worden geconstrueerd door twee driehoekige koepels J3 met hun congruente grondvlakken op het grond- en bovenvlak van een zeshoekig antiprisma te plaatsen. Het lichaam is chiraal: het bestaat zowel in rechts- als in linksdraaiende vorm. Het verschil bestaat erin dat beide driehoekige koepels in de twee verschillende vormen 60° of 180°, dat is hetzelfde, verschillend ten opzichte van elkaar zijn gedraaid.
De 92 johnsonlichamen werden in 1966 door Norman Johnson benoemd en beschreven.
- (en)  MathWorld. Gyroelongated Triangular Bicupola.